# Тихонов (хутор)
Тихонов — хутор в Шовгеновском муниципальном районе Республики Адыгея России. Входит в состав Дукмасовского сельского поселения. 

## География
Стоит на реке Гиаге на месте впадения в неё реки Медовки.
Фактически населённый пункт с соседними хуторами Мокроназаров, Орехов, Пентюхов, Чикалов.

## Уличная сеть
- Больничный переулок,
- Дальний переулок,
- Молодёжная,
- Свободный переулок,
- Советская.

## Население
| 2002 | 2010 | 2013 | 2014 | 2015 | 2016 | 2017 |
| ---- | ---- | ---- | ---- | ---- | ---- | ---- |
| 378  | ↘376 | ↘374 | ↗381 | ↘363 | →363 | ↘359 |
| 2018 | 2019 | 2020 | 2021 | 2023 | 2024 |      |
| ↗375 | ↗396 | ↘394 | ↗406 | ↗416 | ↗422 |      |

## Инфраструктура
Личное подсобное хозяйство с зоной сельскохозяйственного использования, индивидуальная застройка усадебного типа.
Основа экономики — сельское хозяйство.
Тихоновский сельский Дом культуры. Краснобашненская средняя общеобразовательная школа № 9.

## Транспорт
Остановка общественного транспорта. 